# Nacionalidad alemana

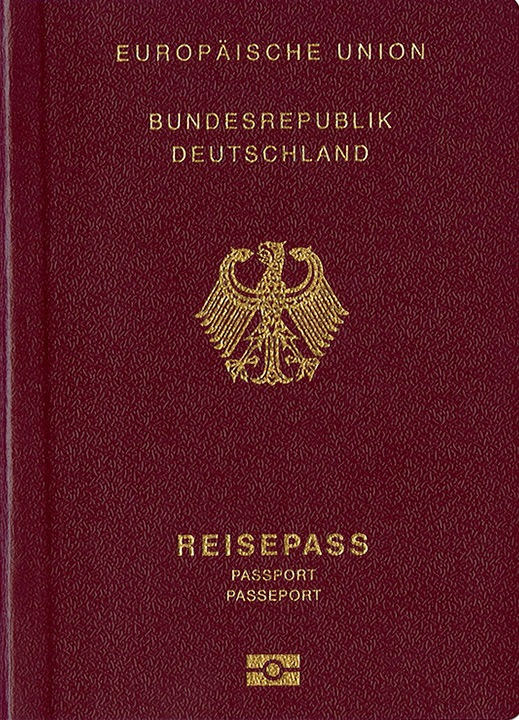
Pasaporte biométrico alemán

La nacionalidad o ciudadanía alemana es el vínculo jurídico que liga a una persona física con la República Federal de Alemania y que le atribuye la condición de ciudadano. La ley de esta nacionalidad se basa en los conceptos jurídicos de ius sanguinis y ius soli. En otras palabras, generalmente se adquiere la nacionalidad alemana por ser hijo de al menos un ciudadano alemán, independientemente del lugar de nacimiento, o por nacer en Alemania de padres extranjeros, bajo ciertas condiciones. La naturalización también es posible para los extranjeros, generalmente después de seis a ocho años de residencia legal en Alemania. Todos los ciudadanos alemanes son automáticamente ciudadanos de la Unión Europea.

## Historia
Durante mucho tiempo, no hubo un Estado nación alemán y, por lo tanto, no existía una ciudadanía alemana uniforme. En el siglo XIX, los estados territoriales alemanes siguieron como ejemplo el modelo francés, para adoptar normas sobre la ciudadanía en sus constituciones. Las primeras regulaciones fueron las del Reino de Baviera (1818), el Reino de Wurtemberg (1819) y el Gran Ducado de Hesse y el Rin (1820). Tras la unificación alemana, el Imperio alemán fue creado en 1871. Sin embargo, todavía no existía una ciudadanía común para todo el imperio, y un ciudadano alemán era una persona que tenía la ciudadanía de uno de los Estados miembros del mismo (Prusia, Baviera, Wurtemberg, etcétera). Por lo tanto, los criterios para convertirse en ciudadano fueron establecidos por las leyes propias de cada estado. El 22 de julio de 1913, la Ley de Nacionalidad del Imperio y los Estados (en alemán: Reichs- und Staatsangehörigkeitsgesetz (RuStAG)) estableció una ciudadanía alemana única para todo el imperio, derivada de la de uno de los estados componentes o adquirida a través del Gobierno central del Reich.
En 1934, bajo el Tercer Reich, la ley de nacionalidad fue enmendada para abolir las ciudadanías estatales separadas en favor de una ciudadanía alemana uniforme, teniendo las autoridades centrales del Reich el poder para otorgarla o retirarla. En 1935, con las leyes de Núremberg, ciertas personas fueron privadas de su ciudadanía (mayoritariamente judíos, aunque también gitanos y negros) y también se les prohibió adquirirla. Solo aquellos clasificados como de «sangre alemana o relacionada» podían tener la ciudadanía del Reich. Por otra parte, con la creación de un registro llamado Deutsche Volksliste, se clasificó a los habitantes de los territorios ocupados en cuatro categorías (véase también: germanización). Las mismas contenían alemanes étnicos (diferenciando por categorías a los que se comprometieron a favor del Reich antes del inicio de la Segunda Guerra Mundial de los que permanecieron pasivos), personas germanizadas voluntariamente (sobre todo individuos considerados parcialmente polacos (principalmente silesianos y casubios), que se adhirieron por propia elección a la nación alemana) e individuos germanizados por la fuerza (principalmente personas consideradas «racialmente valiosas», que se autopercibían como polacas y se resistieron a la germanización). Las personas incluidas en la Volksliste recibieron la ciudadanía alemana o el derecho posterior a ella, dependiendo de su clasificación en una de las cuatro categorías.

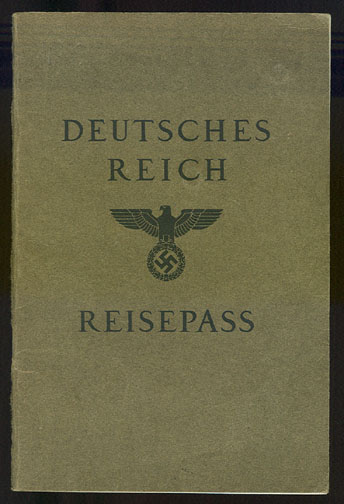
Pasaporte del Tercer Reich

El 12 de marzo de 1938, la Alemania nazi se anexionó Austria y, a partir del 3 de julio del mismo año, todos los ciudadanos austríacos pasaron a ser ciudadanos alemanes. El 27 de abril de 1945, después de la derrota del nazismo, Austria se restableció y le otorgó su ciudadanía a todas las personas que hubieran sido austríacas en esa fecha si la ley de nacionalidad austríaca anterior a 1938 hubiera permanecido en vigor y sin interrupción. Todos los austríacos que habían tenido la nacionalidad alemana la perdieron.
Las enmiendas nazis de 1934 y las leyes de Núremberg de 1935, fueron revocadas por una ordenanza de la ocupación aliada en 1945, restaurando la ley de nacionalidad de 1913, que se mantuvo vigente hasta las reformas de 1999. Todas las personas que adquirieron la ciudadanía alemana voluntariamente o por nacimiento, pudieron conservarla. Sin embargo, las naturalizaciones forzadas de los habitantes de Luxemburgo y las regiones anexionadas de Francia fueron canceladas por las autoridades de ocupación.

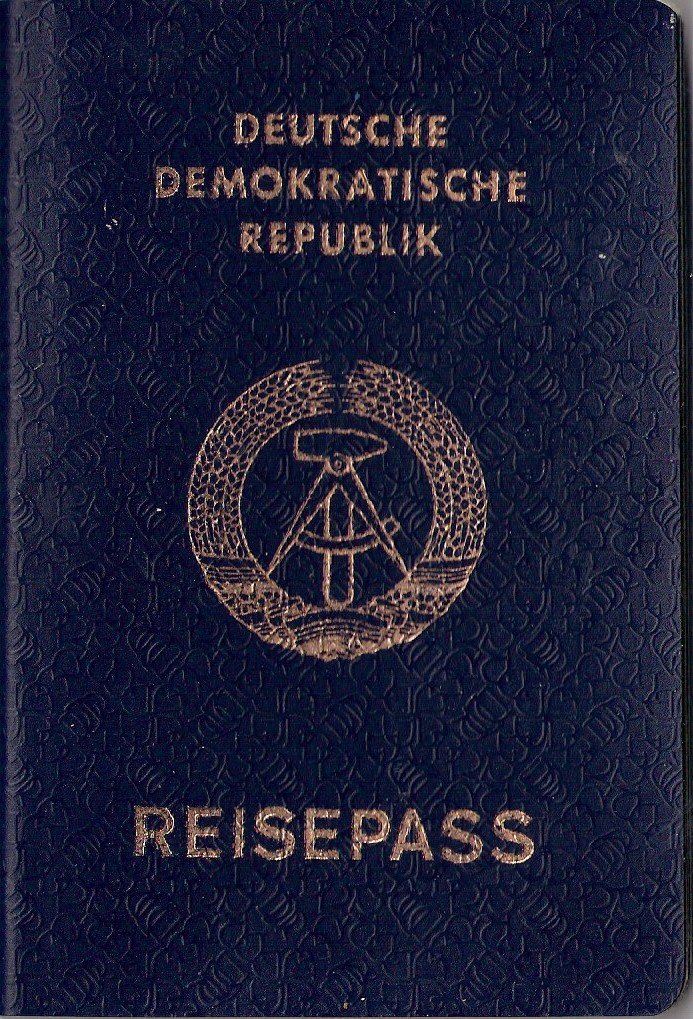
Pasaporte de la Alemania Democrática

En el momento de la división de Alemania, Alemania Federal reconoció una sola ciudadanía alemana, derivada de la ciudadanía del Imperio alemán. Por esta razón, la ley de ciudadanía de 1913 continuó en vigencia. En febrero de 1967, durante la Guerra Fría, las autoridades de la Alemania Democrática establecieron una nueva ley de ciudadanía, que reemplazó a la ley de nacionalidad de 1913. Sin embargo, el Gobierno de Alemania Federal continuó reconociendo a los ciudadanos de la Alemania Democrática como ciudadanos alemanes (es decir, como nacionales). Por lo tanto, los ciudadanos de la Alemania del Este eran elegibles para obtener el pasaporte de la República Federal de Alemania (RFA). Para evitar esto, el Gobierno de la República Democrática Alemana (RDA) prohibió a sus ciudadanos obtener pasaportes de la RFA. De acuerdo con un decreto de 1982, todos los ciudadanos de la RDA que huyeron a Alemania Federal fueron privados de su ciudadanía. Durante mucho tiempo, los países occidentales tampoco reconocieron la ciudadanía de la RDA. El primer Estado occidental en hacerlo fue Austria, en 1975. En 1990, con la reunificación alemana, la ley de ciudadanía volvió a ser uniforme.
En 1999, el Bundestag (Parlamento alemán) aprobó una reforma significativa a la ley de nacionalidad, que entró en vigor el 1 de enero de 2000. La reforma ha facilitado la adquisición de la nacionalidad a los extranjeros residentes en Alemania y a sus hijos nacidos en territorio alemán. Alemania ratificó el Convenio Europeo sobre la Nacionalidad, que entró en vigor en el país el 1 de septiembre de 2005.
Si bien la pérdida de los territorios orientales alemanes tras la Segunda Guerra Mundial no afectó la nacionalidad de los alemanes que vivían allí, la huida y expulsión de alemanes de Europa Central y Oriental después de dicha guerra, dio lugar a la necesidad política de redefinir el concepto de ciudadanos alemanes, debido a que no todos los alemanes étnicos deportados tenían la ciudadanía alemana. Por lo tanto, se hizo una nueva definición legal en el artículo 116 (1) de la Ley Fundamental (Constitución). El mismo confiere el derecho a la ciudadanía a cualquier individuo que ha sido admitido en el territorio del Reich (dentro de sus fronteras del 31 de diciembre de 1937) en calidad de refugiado o expulsado de origen étnico alemán, o como cónyuge o descendiente de esa persona. Para más detalles, véase la sección «derecho de retorno».
El artículo 116 (2), da derecho a las personas que fueron privadas de su nacionalidad alemana durante el régimen nazi (es decir, entre el 30 de enero de 1933 y el 8 de mayo de 1945) por motivos políticos, raciales o religiosos, a recuperar la ciudadanía si así lo solicitaran. Esto también se aplica a los descendientes de estas personas, ya que las injusticias perpetradas contra sus antepasados les impidieron convertirse en ciudadanos alemanes por ascendencia. Se considerará que no han perdido su nacionalidad quienes hubieran fijado su residencia en Alemania después del 8 de mayo de 1945 y no hubiesen expresado voluntad en contrario. Para más detalles, véase la sección «víctimas de persecución nazi y sus descendientes». 
Ambas regulaciones —116 (1) y 116 (2)—, permitieron que un número considerable de polacos e israelíes, residentes en Polonia e Israel, respectivamente, fueran simultáneamente ciudadanos alemanes.

## Adquisición

### Por nacimiento en Alemania
A partir del 1 de enero de 2000, los niños nacidos en Alemania de ambos padres extranjeros pueden recibir la ciudadanía alemana al nacer si al menos uno de sus padres ha residido en Alemania durante al menos ocho años y, para los niños nacidos a partir del 28 de agosto de 2007, dicho progenitor también debe poseer un permiso para residir en el país por tiempo indefinido.
En este caso, por lo general, los niños poseen la nacionalidad alemana y la de sus padres. No obstante, a la edad de 21 años, tendrán que elegir cuál desean conservar. Si estas personas crecieron en Alemania o la otra ciudadanía es la de un país miembro de la Unión Europea o de Suiza, pueden conservar ambas ciudadanías. Para más detalles, véase la sección «declaración». 
Según los acuerdos de transición en las reformas de 1999 (vigentes desde el 1 de enero de 2000), los niños que nacieron en Alemania de padres extranjeros en 1990 o después, que al 1 de enero de 2000 hayan sido menores de 10 años y hubieran sido alemanes si la actual ley hubiera estado vigente cuando nacieron, tenían derecho a ser naturalizados. La solicitud podía presentarse hasta el 31 de diciembre de 2000. Este acuerdo de transición naturalizó aproximadamente a 50 000 personas.

### Por ascendencia
Desde el 1 de enero de 1975, un hijo matrimonial adquiere la nacionalidad alemana al nacer si al menos uno de sus padres es ciudadano alemán en ese momento, independientemente del lugar de nacimiento. 
- Entre el 1 de enero de 1914 y el 31 de diciembre de 1963, los hijos matrimoniales adquirían la ciudadanía alemana únicamente a través de su padre.[11]
- Los hijos matrimoniales de madre alemana y padre extranjero, nacidos entre el 1 de enero de 1964 y el 31 de diciembre de 1974, adquirieron la ciudadanía alemana si de lo contrario se hubieran convertido en apátridas.[11]
- Los hijos matrimoniales de madre alemana, nacidos entre el 1 de abril de 1953 y el 31 de diciembre de 1974, y que ya tuvieran una ciudadanía, podían obtener la nacionalidad alemana si se presentaba una declaración entre el 1 de enero de 1975 y el 31 de diciembre de 1977.[11][12]

Desde el 1 de enero de 1914, los hijos ilegítimos de madre alemana obtienen la ciudadanía a través de ella. A partir del 1 de julio de 1993, un hijo extramatrimonial de padre alemán y madre extranjera, hereda la ciudadanía alemana de su padre, siempre que haya un reconocimiento de paternidad válido o se haya hecho una comprobación de paternidad. La declaración de reconocimiento debe presentarse —o el procedimiento de determinación debe haber comenzado— antes de que el hijo cumpla los 23 años.
- Entre el 1 de enero de 1914 y el 31 de junio de 1993, los hijos nacidos fuera del matrimonio adquirían la ciudadanía alemana únicamente a través de su madre.
- Un hijo extramatrimonial de padre alemán y madre extranjera, nacido antes del 1 de julio de 1993, podía adquirir la ciudadanía alemana por declaración, siempre que:[11]

1. La paternidad haya sido reconocida o determinada con efecto legal de conformidad con la legislación alemana;
2. Haya residido en Alemania durante al menos tres años; y
3. La declaración se hubiera presentado antes de que haya cumplido los 23 años.

Desde el 1 de enero de 1914 hasta el 30 de junio de 1998, la ciudadanía alemana también podía obtenerse por legitimación. La legitimación fue el posterior matrimonio del padre alemán del niño ilegítimo con la madre extranjera de este. La condición para ello era que la paternidad se hubiera reconocido o comprobado efectivamente antes del casamiento de los padres. Una legitimación también podía realizarse por resolución de un tribunal de menores alemán. A partir del 1 de julio de 1993, esta disposición carecía en gran medida de propósito y ha sido inválida desde el 1 de julio de 1998.
Un niño nacido en un país extranjero, ya no recibe la ciudadanía alemana automáticamente al nacer si su progenitor alemán nació después del 31 de diciembre de 1999 en un país extranjero y tiene su residencia principal allí. Las excepciones son:
1. Que el niño quede apátrida; o
2. Que el progenitor alemán registre el nacimiento del niño en un consulado alemán responsable en el extranjero, antes de que este cumpla un año de edad.

En caso de que ambos padres sean alemanes, dichas consecuencias legales solo se producen si ambos cumplen con las condiciones ya mencionadas. Las excepciones son las mismas que las anteriores.
Un niño expósito encontrado en territorio alemán, se considera hijo de un ciudadano alemán hasta que se demuestre lo contrario.
Las personas que son alemanas por tener al menos un progenitor alemán, no tienen que solicitar la retención de la ciudadanía alemana antes de los 23 años. Si adquirieron otra nacionalidad al nacer, generalmente pueden conservarla.

### Por adopción
A partir del 1 de enero de 1977, un niño adoptado por al menos un ciudadano alemán obtiene automáticamente la nacionalidad alemana si tiene menos de 18 años en la fecha en la que se presentó la solicitud de adopción. Si la adopción se produjo fuera de Alemania, se deben cumplir ciertos requisitos. La adquisición de la ciudadanía se extiende a los descendientes del niño.
Los niños que fueron adoptados por un nacional alemán entre el 1 de enero de 1959 y el 31 de diciembre de 1976, podían convertirse en ciudadanos alemanes por declaración hasta el 31 de diciembre de 1979.

### Por naturalización
Un extranjero que haya residido legalmente en Alemania durante al menos ocho años (este período puede reducirse, véase más abajo) y posea capacidad jurídica o un representante legal, puede solicitar la naturalización si su identidad y ciudadanía han sido establecidas y cumple con los siguientes criterios:
1. Confirmar su compromiso con la Ley Fundamental para la República Federal de Alemania (Constitución) y declarar que no persigue ni apoya y que nunca ha llevado a cabo ni ha apoyado ninguna actividad anticonstitucional, extremista o terrorista, o afirmar de manera creíble que se ha alejado de la búsqueda o apoyo de tales actividades.[nota 3]
2. Ser un ciudadano de la Unión Europea o suizo en posesión de un permiso de residencia apropiado, el cual permite la libre circulación de personas, o ser un ciudadano extracomunitario no suizo al que se le ha otorgado un derecho de residencia permanente, o poseer una Tarjeta Azul de la UE.
3. Tener garantía de sustento para sí mismo y para las personas que se tenga a cargo, sin recurrir a la asistencia social o beneficios de desempleo, o si el acceso a dichos beneficios se debe a condiciones fuera de su control.
4. Renunciar o perder la nacionalidad anterior (existen excepciones, véase más abajo).
5. No haber sido condenado por un delito grave y no estar sujeto a ninguna orden judicial que imponga una medida de reforma y prevención debido a la falta de capacidad penal.
6. Tener un conocimiento adecuado del idioma alemán.[nota 4]
7. Tener conocimiento del sistema legal, la sociedad y las condiciones de vida en la República Federal de Alemania, y aceptar las normas sociales alemanas, en particular la prohibición de los matrimonios polígamos.[nota 5][nota 3][nota 4]

Normalmente, se espera que los solicitantes demuestren que han renunciado a su antigua nacionalidad o que la perdieron automáticamente con la naturalización, antes de recibir la ciudadanía alemana. Sin embargo, no están obligados a hacerlo si la ciudadanía previa es la de otro Estado miembro de la Unión Europea o de Suiza, o si son refugiados. En otros casos, también pueden conservar su nacionalidad de origen si no pueden renunciar a esta, el procedimiento de renuncia es demasiado caro, difícil o humillante, o si la pérdida de la misma significaría enormes desventajas para el solicitante.
Un individuo que tiene derecho a naturalizarse como ciudadano alemán, también puede solicitar la naturalización de un cónyuge e hijos menores de edad al mismo tiempo (no necesariamente tienen que haber residido en Alemania durante al menos ocho años).
La adquisición de la ciudadanía se hace efectiva tras la entrega del certificado de naturalización, emitido por la autoridad administrativa competente. Antes de entregar el certificado al solicitante, este deberá hacer la siguiente declaración solemne:
Declaro solemnemente que respetaré y cumpliré la Ley Fundamental y las leyes de la República Federal de Alemania, y que me abstendré de cualquier actividad que pueda causarle daño.
El requisito de residencia puede reducirse en los siguientes casos:
- Las personas que hayan completado un curso de integración, pueden tener el requisito de residencia reducido a siete años.[9]
- Las personas que demuestren estar bien integradas y tengan un mayor nivel de dominio del idioma alemán que el requisito básico para la ciudadanía alemana (es decir, más alto que el nivel B1 del MCER), pueden tener el requisito de residencia reducido a seis años.[9]
- Nacidos en Alemania[nota 6] que continúan siendo apátridas desde su nacimiento. Deben haber residido legalmente en Alemania durante al menos cinco años y solicitar la ciudadanía antes de los 21 años de edad.[15]
- El cónyuge de un ciudadano alemán, puede naturalizarse después de tres años de residencia continua en Alemania. El matrimonio debe haber persistido durante al menos dos años.[16][nota 7]

La naturalización no está permitida en los siguientes casos:
- Si existe evidencia objetiva de actividad anticonstitucional, extremista o terrorista por parte del solicitante,[17] a menos que este afirme de manera creíble que se ha alejado de la búsqueda o apoyo de tales actividades;[9]
- Existe un interés particularmente serio de expulsar al extranjero;[9] o
- Si este es polígamo (es decir, que está casado con más de una persona al mismo tiempo).[18]

#### Naturalización discrecional
Un extranjero que resida legalmente en Alemania, puede ser naturalizado a discreción, previa solicitud, si su nacionalidad e identidad han sido establecidas y cumple con los siguientes requisitos:
1. Poseer capacidad jurídica o un representante legal.
2. No haber sido condenado por un delito grave y no estar sujeto a ninguna orden judicial que imponga una medida de reforma y prevención debido a la falta de capacidad penal.[nota 8]
3. Haber conseguido una vivienda propia o alojamiento.
4. Ser capaz de mantenerse a sí mismo y a sus dependientes, y debe garantizarse que acepta las normas sociales alemanas.[nota 8]

Como regla general, los cónyuges o compañeros de vida de nacionales alemanes deben naturalizarse de acuerdo con los requisitos anteriores si pierden o renuncian a su ciudadanía previa, o si hay una razón para aceptar la nacionalidad doble o múltiple, a menos que no tengan suficiente dominio del idioma alemán y no cumplan con ninguna condición que justifique una excepción bajo la sección 10 de la ley de ciudadanía (naturalización por derecho).
Un exciudadano alemán y sus hijos menores de edad, pueden naturalizarse, previa solicitud, si sus identidades y nacionalidades han sido establecidas y cumplen con los requisitos de naturalización discrecional 1 y 2.
Un individuo que normalmente reside en el exterior, puede naturalizarse alemán —de conformidad con los requisitos mencionados— si demuestra lazos suficientes con Alemania para justificar la naturalización.

#### Derecho de retorno
La legislación alemana ofrece a las personas que descienden de ciudadanos alemanes de cualquier etnia o personas de origen étnico alemán, que vivan en un país del antiguo Bloque del Este, el derecho de retorno a Alemania y la adquisición de la ciudadanía. La ley se encuentra en el artículo 116 (1) de la Ley Fundamental, el cual confiere el derecho a la ciudadanía a cualquier individuo que ha sido admitido en el territorio del Reich (dentro de sus fronteras del 31 de diciembre de 1937) en calidad de refugiado o expulsado de origen étnico alemán, o como cónyuge o descendiente de esa persona. Además, no se les exige que renuncien a su ciudadanía anterior.
Antes de 1993, los Aussiedler (repatriados) eran:
- Ciudadanos alemanes que vivieron en los antiguos territorios orientales de Alemania y permanecieron allí después de 1945, así como sus cónyuges y descendientes; o
- Alemanes étnicos que se mudaron al territorio de la República Federal de Alemania[nota 10] desde un país comunista, así como los miembros de su familia que los acompañaron.

Los Spätaussiedler (repatriados tardíos) son las personas que se mudaron a Alemania a partir del 1 de enero de 1993.
Después de los cambios legislativos a finales de 1992, este derecho se limita a aquellos que nacieron antes del 1 de enero de 1993 y cumplen con ciertos requisitos. Estas personas tienen que demostrar que han sufrido discriminación en función de su origen étnico alemán y que son lo suficientemente competentes en alemán, habiendo mantenido fuertes lazos con su herencia alemana.

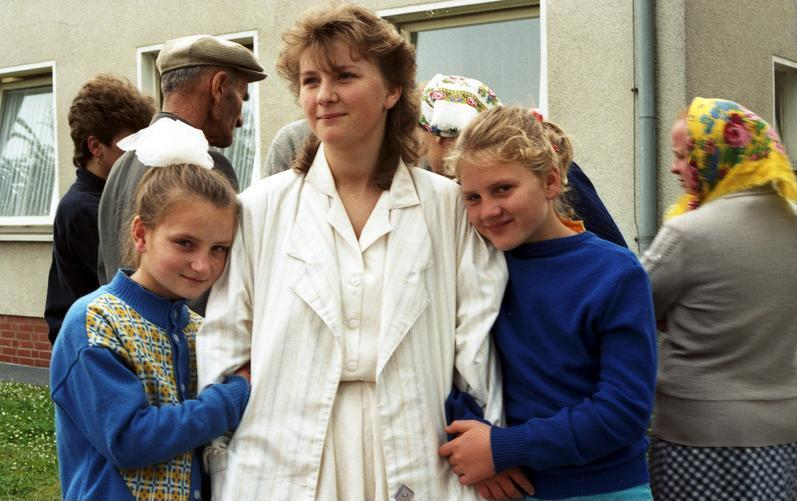
Alemanas repatriadas de Kazajistán en el campo de Friedland (1988)

Hasta finales de la década de 1980, llegaron principalmente desde Polonia y Rumania, mientras que desde los años 1990, la aplastante mayoría (95,8%) proviene de las antiguas repúblicas soviéticas. La emigración de alemanes étnicos de Polonia, Rumania, Hungría y otros países europeos del antiguo bloque oriental casi se ha detenido (a excepción de los casos de reunificación familiar), en parte debido a la mejora de la situación económica y social en estos países. Por su parte, la emigración de los países de la antigua Unión Soviética ha disminuido significativamente con los años.
El contexto histórico para el artículo 116 (1) fue la huida y expulsión de millones de alemanes de Europa Central y Oriental después de la Segunda Guerra Mundial. Otros millones de ciudadanos alemanes de diversas etnias de los antiguos territorios orientales de Alemania, sobre los que la Unión Soviética y países vecinos orientales extendían su hegemonía militar en 1945, también fueron desplazados. A estos expulsados y refugiados (conocidos como Heimatvertriebene) se les otorgó la condición y el documento de refugiados, y en cuanto a los alemanes étnicos extranjeros, también la ciudadanía alemana (en 1949), y fueron reasentados en la República Federal de Alemania. Se estima que entre 1950 y 2016, 1 445 210 Aussiedler o Spätaussiedler y sus familiares, incluidos muchos polacos étnicos (por ejemplo, Lukas Podolski y Eugen Polanski), emigraron de Polonia.
Toda persona que, al 1 de agosto de 1999, haya sido alemana en el sentido del artículo 116 (1) de la Ley Fundamental sin poseer la ciudadanía alemana, adquirió la misma en dicha fecha. Para un repatriado, su cónyuge no alemán y sus descendientes en el sentido de la sección 4 de la Ley Federal de Expedidos, esto se aplicó solo si se les había emitido un certificado sobre la base de la sección 15 (1) o (2) de dicha ley antes de la fecha mencionada.

#### Víctimas de persecución nazi y sus descendientes
Según el artículo 116 (2) de la Ley Fundamental, las personas que fueron privadas de su nacionalidad alemana durante el régimen nazi (es decir, entre el 30 de enero de 1933 y el 8 de mayo de 1945) por razones políticas, raciales o religiosas, al igual que sus descendientes, pueden recuperar la ciudadanía si así lo solicitaran. Se considerará que estas personas no han perdido su nacionalidad si hubieran fijado su domicilio en Alemania con posterioridad al 8 de mayo de 1945 y no hubiesen expresado voluntad en contrario.
En agosto de 2019, el Ministerio del Interior alemán publicó dos decretos, los cuales ampliaron el grupo de personas que pueden reclamar el derecho a la nacionalidad alemana. Integran el círculo de personas beneficiadas (en la medida que no tengan derecho a la restitución de la nacionalidad de conformidad con el artículo 116 (2) de la Ley Fundamental):
- Los hijos matrimoniales nacidos antes del 1 de abril de 1953, de madres cuya ciudadanía alemana había sido revocada y padres extranjeros;
- Hijos extramatrimoniales nacidos antes del 1 de julio de 1993, de padres privados de su nacionalidad alemana y madres extranjeras, en cuyos casos se efectivizó el reconocimiento o la determinación de paternidad de conformidad con las leyes alemanas antes de que cumplieran los 23 años de edad;
- Hijos cuyo padre o madre perdió la nacionalidad alemana como consecuencia de haber adquirido otra nacionalidad debido a la persecución nacionalsocialista, incluidos los hijos cuyas madres, obligadas a emigrar a causa de la persecución, perdieron la nacionalidad alemana al contraer matrimonio con hombres extranjeros; y
- Sus descendientes hasta el corte generacional a partir del 1 de enero de 2000, de conformidad con el artículo 4, inciso 4, de la ley de nacionalidad alemana.

Además, las condiciones requeridas fueron reducidas al mínimo. Según el ministerio, será necesario tener conocimiento básico del idioma alemán y un conocimiento básico del orden jurídico y social en Alemania. No se les exigirá que renuncien a otras nacionalidades que puedan poseer.

#### Individuos tratados erróneamente como ciudadanos alemanes

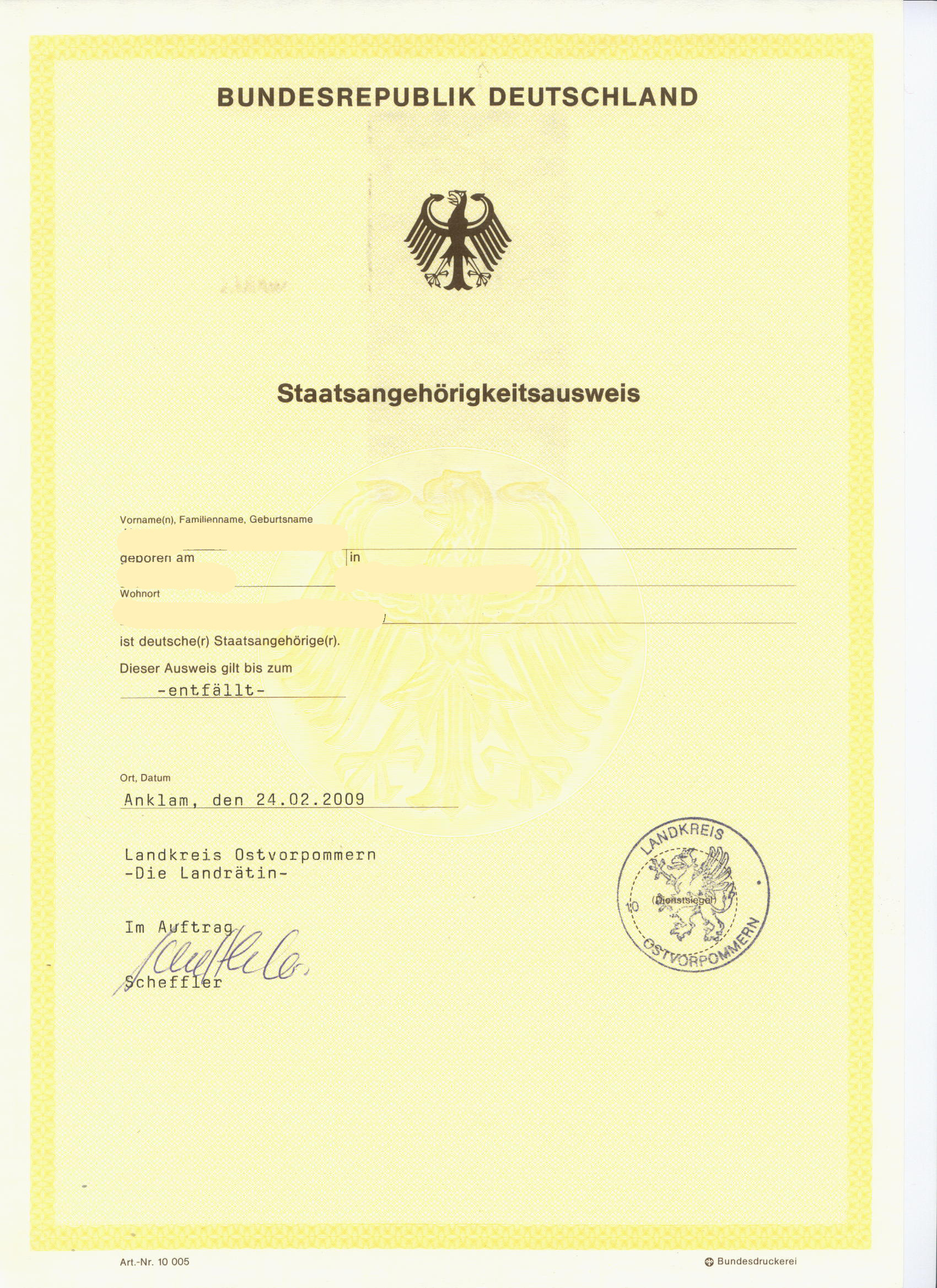
Certificado de ciudadanía (2009)

La ciudadanía también es adquirida por cualquier persona que no sea ciudadana alemana pero que, debido a circunstancias fuera de su control, haya sido tratada como tal por las autoridades públicas del país durante al menos doce años. En particular, cualquier individuo al que se le haya expedido un certificado de ciudadanía, un pasaporte o una tarjeta de identidad nacional, es tratado como ciudadano alemán. La concesión de la ciudadanía también se extiende a aquellos descendientes que derivan su condición de alemanes de la persona en cuestión.

## Estadísticas de naturalización
Entre los años 2000 y 2015, 1 981 541 personas obtuvieron la ciudadanía alemana por naturalización. Esto significa que aproximadamente el 2,3% de la población de Alemania se naturalizó durante este período.
| País/Año                                 | 2000    | 2001    | 2002    | 2003    | 2004    | 2005    | 2006    | 2007    | 2008   | 2009   | 2010    | 2011    | 2012    | 2013    | 2014    | 2015    |
| ---------------------------------------- | ------- | ------- | ------- | ------- | ------- | ------- | ------- | ------- | ------ | ------ | ------- | ------- | ------- | ------- | ------- | ------- |
| Turquía                                  | 82 861  | 76 574  | 64 631  | 56 244  | 44 465  | 32 659  | 33 388  | 28 861  | 24 449 | 24 647 | 26 192  | 28 103  | 33 246  | 27 970  | 22 463  | 19 695  |
| Polonia                                  | 1604    | 1774    | 2646    | 2990    | 7499    | 6894    | 6907    | 5480    | 4247   | 3841   | 3789    | 4281    | 4496    | 5462    | 5932    | 5957    |
| Ucrania                                  | 2978    | 3295    | 3656    | 3889    | 3844    | 3363    | 4536    | 4454    | 1953   | 2345   | 3118    | 4264    | 3691    | 4539    | 3142    | 4168    |
| Kosovo                                   | -       | -       | -       | -       | -       | -       | -       | -       | 419    | 1423   | 3117    | 3331    | 3339    | 3294    | 3506    | 3822    |
| Irak                                     | 984     | 1264    | 1721    | 2999    | 3564    | 4136    | 3693    | 4102    | 4229   | 5136   | 5228    | 4790    | 3510    | 3150    | 3172    | 3450    |
| Italia                                   | 1036    | 1048    | 847     | 1180    | 1656    | 1630    | 1558    | 1265    | 1393   | 1273   | 1305    | 1707    | 2202    | 2754    | 3245    | 3406    |
| Croacia                                  | 3316    | 3931    | 2974    | 2048    | 1689    | 1287    | 1729    | 1224    | 1032   | 541    | 689     | 665     | 544     | 1721    | 3899    | 3328    |
| Grecia                                   | 1413    | 1402    | 1105    | 1114    | 1507    | 1349    | 1657    | 2691    | 1779   | 1362   | 1450    | 2290    | 4167    | 3498    | 2800    | 3058    |
| Rumania                                  | 2008    | 2026    | 1794    | 1394    | 1309    | 1789    | 1379    | 3502    | 2137   | 2357   | 2523    | 2399    | 2343    | 2504    | 2566    | 3001    |
| Afganistán                               | 4773    | 5111    | 4750    | 4948    | 4077    | 3131    | 3063    | 2831    | 2512   | 3549   | 3520    | 2711    | 2717    | 3054    | 3000    | 2572    |
| Marruecos                                | 5009    | 4425    | 3800    | 4118    | 3820    | 3684    | 3546    | 3489    | 3130   | 3042   | 2806    | 3011    | 2852    | 2710    | 2689    | 2551    |
| Irán                                     | 14 410  | 12 020  | 13 026  | 9440    | 6362    | 4482    | 3662    | 3121    | 2734   | 3184   | 3046    | 2728    | 2463    | 2560    | 2546    | 2533    |
| Rusia                                    | 4583    | 4972    | 3734    | 2764    | 4381    | 5053    | 4679    | 4069    | 2439   | 2477   | 2753    | 2965    | 3167    | 2784    | 2743    | 2329    |
| Siria                                    | 1609    | 1337    | 1158    | 1157    | 1070    | 1060    | 1226    | 1108    | 1156   | 1342   | 1401    | 1454    | 1321    | 1508    | 1820    | 2027    |
| Serbia                                   | -       | -       | -       | -       | -       | -       | 2979    | 9080    | 6267   | 4174   | 3285    | 2878    | 2611    | 2586    | 2223    | 1941    |
| Vietnam                                  | 4489    | 3014    | 1482    | 1423    | 1371    | 1278    | 1382    | 1078    | 1048   | 1513   | 1738    | 2428    | 3299    | 2459    | 2196    | 1929    |
| Bosnia y Herzegovina                     | 4002    | 3790    | 2357    | 1770    | 2103    | 1907    | 1862    | 1797    | 1878   | 1733   | 1945    | 1703    | 1865    | 1801    | 1598    | 1719    |
| Bulgaria                                 | 614     | 615     | 649     | 579     | 404     | 400     | 409     | 468     | 802    | 1029   | 1447    | 1540    | 1691    | 1790    | 1718    | 1619    |
| Líbano                                   | 5673    | 4486    | 3300    | 2651    | 2265    | 1968    | 2030    | 1754    | 1675   | 1759   | 1697    | 1433    | 1283    | 1406    | 1480    | 1485    |
| Israel                                   | 1094    | 1364    | 1739    | 2844    | 3164    | 2871    | 4313    | 2405    | 1971   | 1681   | 1649    | 1971    | 1438    | 1904    | 1432    | 1481    |
| Pakistán                                 | 2808    | 2421    | 1681    | 1500    | 1392    | 1320    | 1116    | 1124    | 1208   | 1305   | 1178    | 1151    | 1251    | 988     | 1300    | 1393    |
| India                                    | 1317    | 1140    | 945     | 947     | 978     | 868     | 908     | 854     | 751    | 897    | 928     | 865     | 946     | 1190    | 1295    | 1343    |
| Kazajistán                               | 2152    | 2148    | 2027    | 3010    | 1443    | 2970    | 3207    | 2180    | 1602   | 1439   | 1601    | 1923    | 1938    | 1916    | 1656    | 1311    |
| Brasil                                   | 199     | 258     | 249     | 295     | 455     | 530     | 830     | 845     | 967    | 969    | 1015    | 1018    | 874     | 1045    | 1058    | 1174    |
| Total (incluyendo países no mencionados) | 186 672 | 178 098 | 154 547 | 140 731 | 127 153 | 117 241 | 124 566 | 113 030 | 94 474 | 96 122 | 101 570 | 106 897 | 112 348 | 112 353 | 108 422 | 107 317 |

## Pérdida de la ciudadanía
Una de las anteriores causas de pérdida de la ciudadanía alemana fue el matrimonio de una mujer alemana con un extranjero. Las mujeres alemanas que se casaron con un extranjero antes del 23 de mayo de 1949, perdieron su ciudadanía, incluso si se hubieran convertido en apátridas. Bajo ciertas circunstancias, pueden volver a adquirirla. Las mujeres alemanas que se casaron con un extranjero entre el 23 de mayo de 1949 y el 31 de marzo de 1953, solo perdieron su ciudadanía si no se convirtieron en apátridas como resultado. Desde el 1 de abril de 1953, el matrimonio con un extranjero ya no es motivo de pérdida de la ciudadanía.
Otra de las anteriores causas de pérdida de la ciudadanía fue la legitimación de un hijo extramatrimonial, de madre alemana, por parte de un extranjero (hasta el 31 de marzo de 1953).
En la actualidad, la nacionalidad alemana puede perderse por los siguientes motivos:

### Liberación
Un nacional alemán es liberado de su ciudadanía, previa solicitud, si ha solicitado una ciudadanía extranjera y el organismo competente ha garantizado que se le otorgará dicha ciudadanía.
Las siguientes personas no pueden solicitar la liberación:
- Funcionarios, jueces, miembros de la Bundeswehr y otras personas empleadas en un servicio o cargo oficial de derecho público, mientras permanezcan empleadas en dicho servicio o cargo oficial, con la excepción de las personas empleadas en calidad honoraria.
- Personas obligadas a realizar el servicio militar, hasta que el Ministerio Federal de Defensa —o un organismo designado por dicho ministerio— haya confirmado que no existen reservas con respecto a la liberación de la ciudadanía.

La liberación se considerará nula o inválida si la persona no adquiere la ciudadanía extranjera que se le había asegurado dentro del año posterior a la entrega del certificado de liberación.

### Adquisición voluntaria de una nacionalidad extranjera
La nacionalidad alemana se pierde automáticamente cuando un ciudadano alemán adquiere voluntariamente la nacionalidad de otro país, excepto:
1. Cuando se adquiere la nacionalidad de un país miembro de la Unión Europea, de Suiza o de otro país con el que Alemania tenga un tratado correspondiente; o
2. Cuando el permiso para obtener una ciudadanía extranjera ha sido solicitado y otorgado antes de la naturalización extranjera. El hecho de no obtener este permiso para mantener la ciudadanía alemana antes de la naturalización, hace que la persona pierda automáticamente la nacionalidad alemana al naturalizarse en otro país. Una ley propuesta llamada Brexit-Übergangsgesetz, está destinada a permitir que los ciudadanos británicos que soliciten la nacionalidad alemana antes de que el Reino Unido abandone la Unión Europea, conserven la doble nacionalidad. Muchos ciudadanos británicos y alemanes en cada país apoyan la Iniciativa de Ciudadanía Permanente de la Unión Europea, con el objetivo de garantizar que los alemanes que tomen la ciudadanía del Reino Unido conserven su ciudadanía comunitaria.[26]

### Renuncia
Un individuo puede renunciar a su nacionalidad alemana si posee otra(s) ciudadanía(s). Las personas que no pueden hacer la renuncia son las mismas que se detallaron en la sección «liberación», a menos que:
- Hayan residido permanentemente en el extranjero durante al menos diez años; o
- Hayan realizado el servicio militar en un Estado del que también son ciudadanos, como personas obligadas a realizar el mismo, tal como se describe en el segundo ítem de la sección «liberación».

### Adopción por parte de un extranjero
Un alemán menor de edad, pierde su ciudadanía cuando es adoptado por un extranjero de conformidad con la ley alemana, siempre y cuando adquiera la ciudadanía de la persona adoptante en virtud de la adopción. La pérdida de la ciudadanía se extiende a sus descendientes cuando la adquisición de la ciudadanía por parte del adoptado también se extiende a estos. La pérdida de conformidad con todo lo anterior no tiene efecto si el adoptado o sus descendientes mantienen una relación legal con el progenitor o ascendiente alemán.

### Ingreso a fuerzas armadas extranjeras u organizaciones terroristas
Un ciudadano alemán que, sin el consentimiento del Ministerio Federal de Defensa —o un organismo designado por el mismo—, se alista voluntariamente a las fuerzas armadas o una organización armada comparable de un país extranjero cuya ciudadanía posee, o quien participa activamente en la lucha de una organización terrorista en el extranjero (por ejemplo, el Estado Islámico), pierde su ciudadanía alemana, a menos que se convierta en apátrida. La pérdida de la ciudadanía no tiene efecto si el ciudadano alemán sigue siendo menor de edad, o si tiene derecho, de conformidad con un tratado bilateral, a unirse a las fuerzas armadas —o una organización armada— de otro país.
A partir del 1 de enero de 2000, un ciudadano alemán que sirva voluntariamente a un ejército extranjero (el servicio militar obligatorio no se ve afectado), puede perder la ciudadanía alemana, a menos que obtenga un permiso del Gobierno alemán. A partir del 6 de julio de 2011, se otorga automáticamente el permiso para servir por encima del servicio militar obligatorio a los ejércitos de los países miembro de la Unión Europea, Asociación Europea de Libre Comercio u OTAN, y también a los ejércitos de Australia, Israel, Japón, Nueva Zelanda y la República de Corea.

### Declaración
Las personas que adquirieron la ciudadanía alemana por haber nacido en Alemania —de ambos padres extranjeros—, también suelen poseer la nacionalidad de sus padres y, por lo tanto, tienen doble ciudadanía. Sin embargo, a la edad de 21 años, deberán elegir cuál desean conservar: recibirán una carta de la autoridad competente donde les pedirá que declaren si desean conservar la ciudadanía alemana o la extranjera de sus padres. El elegir la ciudadanía extranjera, así como el no informar a las autoridades competentes la decisión de conservar la nacionalidad alemana, conllevarán a la pérdida de esta última. En caso de que quieran conservar la nacionalidad alemana, tienen que presentar pruebas de que han perdido o renunciado a la ciudadanía extranjera. Si la pérdida de la ciudadanía extranjera no entra en vigencia dentro de los dos años posteriores a la notificación del requisito de declarar, perderán su nacionalidad alemana, a menos que reciban la aprobación previa por escrito de la autoridad competente para retener esta última. El permiso para retener la ciudadanía alemana se otorgará cuando la renuncia o pérdida de la ciudadanía extranjera no sea posible o no se pueda esperar razonablemente.
Si la ciudadanía extranjera es la de otro Estado miembro de la Unión Europea o de Suiza, o si crecieron en Alemania, pueden mantener su ciudadanía alemana y extranjera. Se considera que un alemán ha crecido en Alemania si, al momento de haber cumplido los 21 años:
- Ha residido en Alemania durante al menos ocho años;
- Ha asistido a una escuela en Alemania durante al menos seis años; o
- Ha terminado con éxito la escuela o la formación profesional en Alemania.

### Solicitud fraudulenta
Cualquier naturalización o permiso para retener la ciudadanía alemana, se puede retirar si se obtuvo mediante engaños, sobornos, amenazas o proporcionando intencionalmente información falsa o incompleta que determinó la emisión de este acto administrativo. Como regla general, la apatridia posterior de la persona en cuestión no impide dicha retirada. En junio de 2019, se decidió prolongar el plazo para quitarles la ciudadanía de cinco a diez años después de la notificación de naturalización o permiso para conservar la nacionalidad alemana, después de este tiempo ya no se pueden tomar medidas. Si el retiro afecta la legalidad de la naturalización o permiso para retener la ciudadanía de terceros, se tomará una decisión discrecional sobre la situación individual de cada persona afectada. Las personas que derivan su ciudadanía alemana de un progenitor al cual se le retiró la ciudadanía, también perderán la propia si aun no han cumplido la edad de 5 años.
Cualquier persona que proporcione o use información incorrecta o incompleta respecto a los requisitos esenciales para la naturalización con una intención fraudulenta de obtenerla para sí mismo o para cualquier otra persona, será castigada con una pena de prisión de hasta cinco años o una multa.
Attila Selek, uno de los conspiradores del intento de bomba en Alemania de 2007, había ocultado a las autoridades de pasaportes procesos penales contra él por violaciones a la regulación de armas durante su solicitud de ciudadanía. Dichas autoridades revocaron su ciudadanía en 2011, debido a que había sido obtenida de manera fraudulenta. Esto lo dejó apátrida.

## Doble nacionalidad
Alemania permite la doble nacionalidad bajo las siguientes circunstancias:
1. Si la ciudadanía extranjera es la de otro país miembro de la Unión Europea o de Suiza. Si este no es el caso, deben renunciar a su antigua ciudadanía si desean obtener la alemana. Existen excepciones para los ciudadanos de países que no permiten la renuncia de su nacionalidad (por ejemplo, Argentina, Bolivia, Brasil y Costa Rica), países cuya adquisición de la ciudadanía está basada en el concepto jurídico de ius soli, pero que permiten la renuncia solo si la nacionalidad fue adquirida involuntariamente al nacer allí de padres extranjeros (por ejemplo, Ecuador, Guatemala, Honduras, México, Nicaragua, República Dominicana y Uruguay), o cuando estos tienen procedimientos de renuncia demasiado caros, difíciles o humillantes[nota 13] (por ejemplo, Afganistán, Angola, Argelia, Cuba, Eritrea, Estados Unidos, Irak, Irán, Líbano, Marruecos, Nigeria, Siria, Tailandia y Túnez) o, rara vez, si la renuncia a la ciudadanía de origen significaría enormes desventajas para la persona interesada.[9]
2. Si un nacional alemán adquiere una ciudadanía no suiza o no perteneciente a la Unión Europea, pero con el permiso del Gobierno alemán. La adquisición voluntaria de una ciudadanía no comunitaria o no suiza sin este permiso, generalmente significa la pérdida automática de la nacionalidad alemana.
3. Si una persona adquirió la nacionalidad alemana en calidad de Aussiedler o Spatäussiedler (en su mayoría, personas de origen étnico alemán provenientes de países de Europa del Este, que tienen el derecho de reasentarse en Alemania, el país de sus antepasados).[19]
4. Si una persona recibe la ciudadanía restaurada conforme al artículo 116 (2) de la Ley Fundamental, el cual establece que los exciudadanos alemanes que durante la época del régimen nazi fueron privados de su ciudadanía alemana por motivos políticos, raciales o religiosos, pueden recuperarla si así lo solicitaran. Esto también incluye a sus descendientes.[7]
5. Si un niño nació de un padre alemán y otro extranjero, o si la ciudadanía extranjera fue adquirida en función del lugar de nacimiento (especialmente donde prima el ius soli, como en la mayoría de los países de América). En estos casos, pueden poseer la ciudadanía alemana junto con la extranjera durante toda su vida.[31]
6. Si un niño adquirió la nacionalidad alemana por el hecho de haber nacido en Alemania (ius soli), además de la ciudadanía extranjera heredada de sus padres. Para mantener la doble ciudadanía durante toda su vida, en caso de que la ciudadanía extranjera no sea comunitaria ni suiza, deben demostrar que crecieron en Alemania o haber recibido un permiso para retener la ciudadanía alemana.[9] Para más detalles, véase la sección «declaración». Los padres que no son ciudadanos comunitarios ni suizos, y que nacieron y crecieron en el extranjero, generalmente no pueden tener doble ciudadanía (pero véase el punto 1).

## Alemanes residentes en el extranjero
Los ciudadanos alemanes que viven en el extranjero (Auslandsdeutsche) son emigrantes alemanes, es decir, que viven fuera de Alemania. Estos emigrantes no suelen pagar impuestos a Alemania. Según el Ministerio de Asuntos Exteriores alemán, los ciudadanos alemanes con residencia permanente en el exterior, pueden participar en las elecciones federales en Alemania y en las elecciones europeas. Como regla general, los votantes alemanes que residen permanentemente en países no pertenecientes a la Unión Europea, no pueden participar en las elecciones estatales y locales alemanas. Sin embargo, los ciudadanos alemanes que viven permanentemente en otros países comunitarios pueden votar en las elecciones municipales de su país de residencia.
Además del significado anterior, Auslandsdeutsche también hace referencia a los alemanes étnicos que viven en comunidades de habla alemana en el extranjero. Estos descienden de colonos alemanes que llegaron a esos países generaciones o siglos atrás (y, por lo tanto, la gran mayoría no posee la ciudadanía alemana). Para evitar confusiones, los emigrantes alemanes de hoy en día pueden especificarse como «ciudadanos alemanes con residencia permanente en el extranjero» (en alemán, Deutsche Staatsbürger mit ständigem Wohnsitz im Ausland).
El caso se complica con la ley alemana del derecho de retorno: los Aussiedler o Spätaussiedler son personas que no tienen nacionalidad alemana pero que en teoría tienen derecho a ella porque el Estado alemán los considera ciudadanos del mismo, como los alemanes del Volga en Kazajistán.

### Ciudadanos alemanes en el extranjero
Las comunidades significativas de ciudadanos alemanes en el extranjero se encuentran en los siguientes países:
- Países Bajos: 368 512 (2008; incluye inmigrantes de segunda generación).[33]
- Suiza: 278 726 (2010).[34]
- Austria: 192 426 (2019).[35]
- Reino Unido: c. 126 000 (2013).[36]
- Australia: 108 003 (2011).[37]
- Francia: c. 78 000 (2011).[38]
- Polonia: c. 64 000 - ciudadanía alemana y polaca; c. 45 000 - solamente ciudadanía alemana (2011).[39]

### Alemanes étnicos en el extranjero
A continuación, se muestran los países con una comunidad significativa de alemanes étnicos o descendientes de alemanes:
- Estados Unidos: 46 047 114 (2014; véase inmigración alemana en Estados Unidos).[40]
- Brasil: c. 12 000 000 (2000; véase inmigración alemana en Brasil).[41]
- Argentina: c. 3 500 000 (véase inmigración alemana en Argentina).[42]
- Canadá: 3 322 405 (2016; véase inmigración alemana en Canadá).[43]
- Australia: 898 700 (2011; véase inmigración alemana en Australia).[37]
- Chile: c. 500 000 (véase inmigración alemana en Chile).[44]
- Francia: c. 437 000 (2011; incluye nacidos en Alemania y descendientes de primera y segunda generación; véase inmigración alemana en Francia).[38]
- Rusia: 394 138 (2010; véase alemanes de Rusia).[cita requerida]
- Países Bajos: 368 512 (2008; incluye nacidos en Alemania e inmigrantes de segunda generación).[33]
- Italia: 314 604.[cita requerida]
- Hungría: 178 832 (2016; véase alemanes de Hungría).[45]
- Kazajistán: 176 108 (2020; véase alemanes de Kazajistán).[cita requerida]
- Rumania: 36 884 (2011; véase alemanes de Rumania).[46] En 1939, apenas iniciada la Segunda Guerra Mundial, había 786 000 alemanes en Rumania.

## Ciudadanía de la Unión Europea
Debido a que Alemania forma parte de la Unión Europea (UE), los ciudadanos alemanes también son ciudadanos de la misma según el derecho comunitario y, por lo tanto, gozan del derecho a la libre circulación y de la posibilidad de votar en las elecciones al Parlamento Europeo. Cuando se encuentren en un país extracomunitario, en el cual no exista ninguna embajada alemana, tienen derecho a obtener la protección consular de la embajada de cualquier otro Estado miembro de la UE presente en ese país. También pueden vivir y trabajar en cualquier otro país miembro como resultado del derecho de libre circulación y residencia, otorgado en el artículo 21 del Tratado de Funcionamiento de la Unión Europea.

## Requisitos de visado

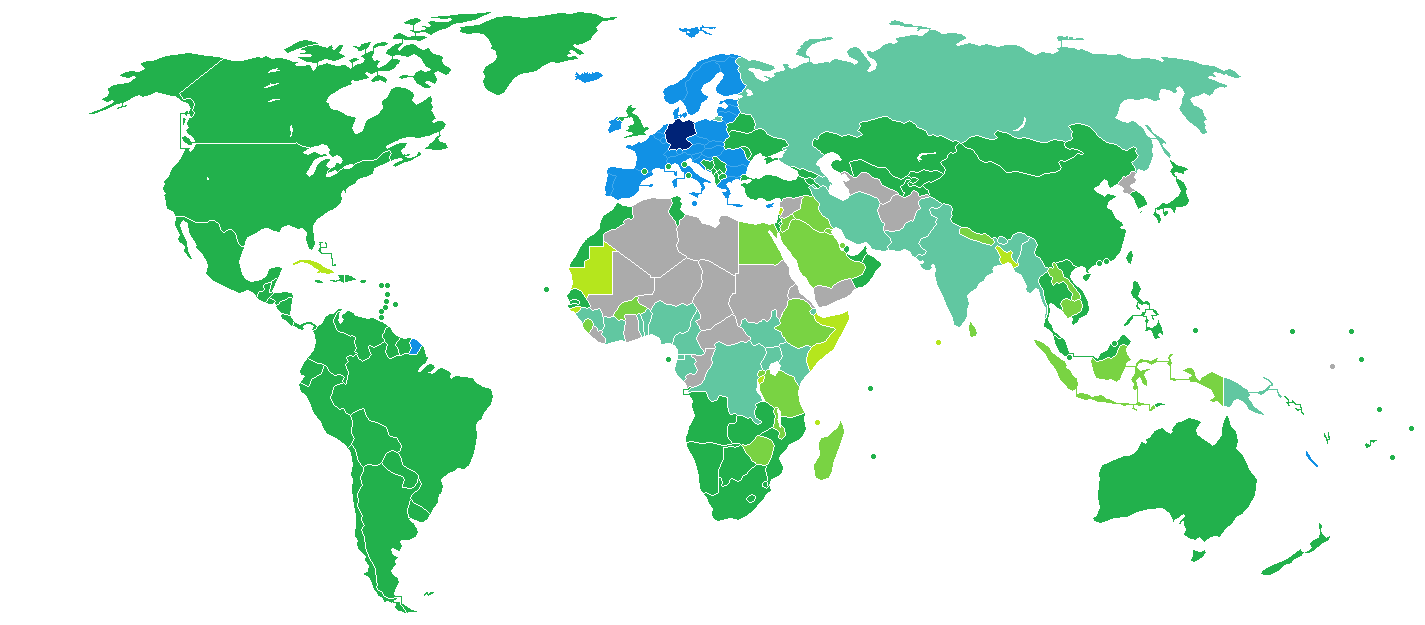
Alemania
Libre movimiento
No se requiere visa
Visa a la llegada
Visa electrónica
Visa disponible tanto a la llegada como en línea
Se requiere visa antes de la llegada

Los requisitos de visado para ciudadanos alemanes son las restricciones administrativas de entrada por parte de las autoridades de otros Estados a los ciudadanos de Alemania. En 2023, los ciudadanos alemanes tenían acceso sin visado o visa a la llegada a 191 países y territorios, clasificando al pasaporte alemán en el tercer lugar del mundo, según el Índice de restricciones de Visa.